# 16788 Alyssarose
16788 Alyssarose è un asteroide della fascia principale. Scoperto nel 1997, presenta un'orbita caratterizzata da un semiasse maggiore pari a 3,1699344 UA e da un'eccentricità di 0,1388902, inclinata di 2,36669° rispetto all'eclittica.